# Lagtingsvalget 1908
Lagtingsvalget på Færøerne 1908 blev afholdt 2. februar 1908 - der var kun valg i den sydlige del af landet. Sambandsflokkurin gik knap 4% frem og vandt et mandat. 

## Resultater
| Parti                | Stemmer | Mandater i Lagtinget | Ændring fra 1906 (mandater) | Ændring fra 1906 (%) |
| -------------------- | ------- | -------------------- | --------------------------- | -------------------- |
| Sambandsflokkurin    | 66,1 %  | 13                   | +1                          | 3,7                  |
| Sjálvstýrisflokkurin | 33,9 %  | 7                    | -1                          | -3,7                 |

## Eksterne Henvisninger
- Hagstova Føroya — Íbúgvaviðurskifti og val (Færøsk statistik)